# Запис Ђорђевића храст (Ђурђево)
Запис Ђорђевића храст (Ђурђево) се налази на парцели чији је власник Ђорђевић Слободан.

## Локација
| Општина             | Рача                                                                        |
| Катастарска општина | Ђурђево                                                                     |
| Потес               | Лађевац                                                                     |
| Координате          | 44° 14′ 31″ С; 20° 52′ 27″ И / 44.241999999999997° С; 20.874300000000002° И |
| Надморска висина    | 0m                                                                          |

## Карактеристике
Дендрометријске вредности утврђене на терену и сателитским снимцима:
| Стабло                     | Храст |
| Висина стабла              | m     |
| Обим дебла                 | m     |
| Пречник крошње             | 21m   |
| Пречник дебла              | m     |
| Висина дебла до прве гране | m     |

## База записа
Запис је у оквиру Викимедија пројекта "Запис - Свето дрво" заведен под редним бројем 0614.